# كاتدرائية هلسنكي

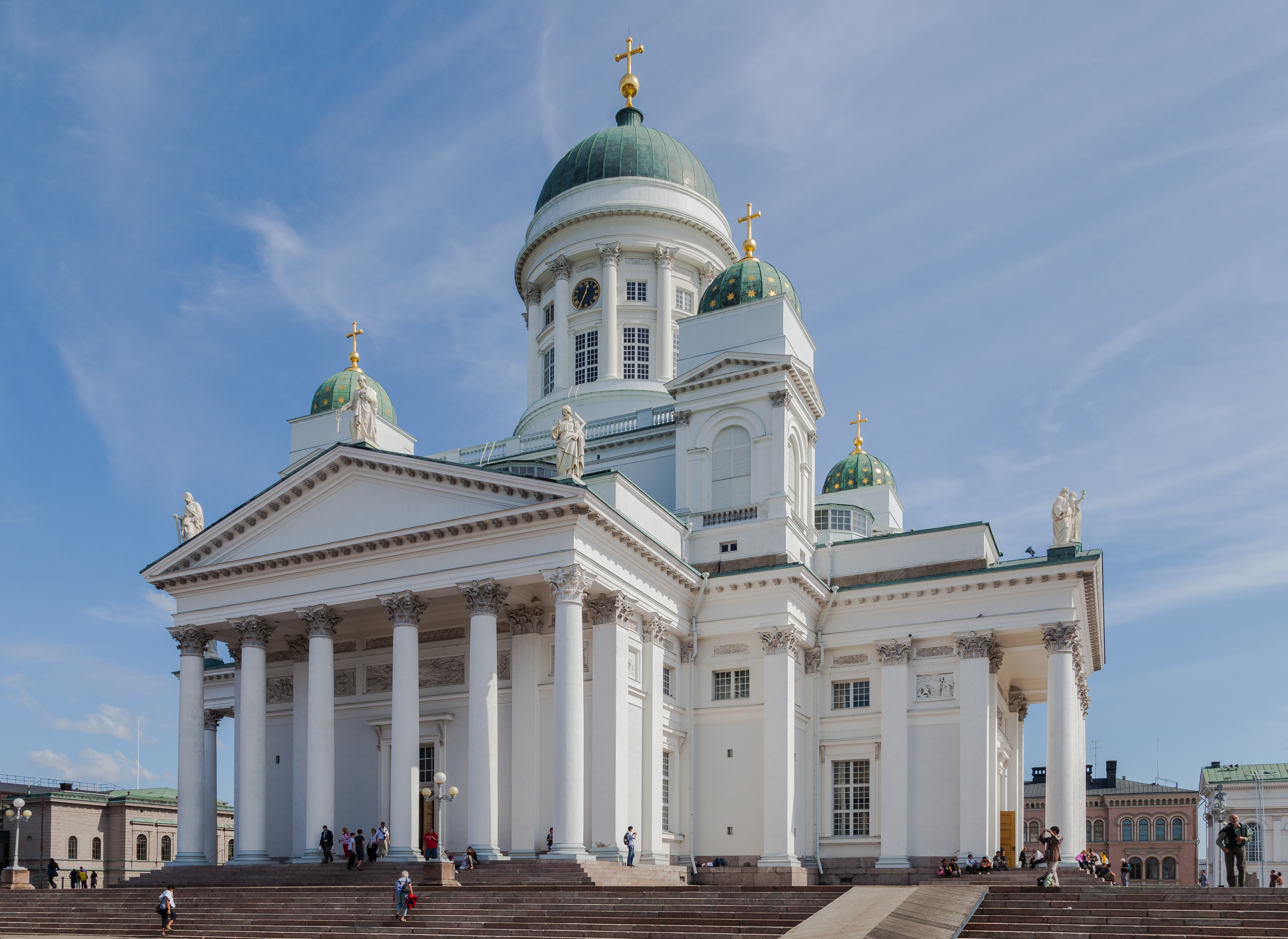
كاتدرائية هلسنكي اللوثرية

كاتدرائية هلسنكي (بالفنلندية: Helsingin tuomiokirkko، بالسويدية: Helsingfors domkyrka) كاتدرائية إنجيلية لوثرية تتبع أسقفية هلسنكي، تقع في وسط هلسنكي، فنلندا. بنيت الكنيسة أصلا تكريماً للدوق الأكبر نيقولا الأول، قيصر روسيا، وظلت حتى استقلال فنلندا في عام 1917 تسمى كنيسة سانت نيكولاس.
مـَعـْلـَم متميز في المشهد في قلب هلسنكي، بقبة خضراء طويلة محاط بأربعة قباب صغيرة، بـُنيت الكنيسة في 1830-1852، على الطراز الكلاسيكي الحديث.